# Eloi Amagat
Eloi Amagat Aridany (ur. 21 maja 1985 w Gironie) – hiszpański piłkarz występujący na pozycji pomocnika w Gironie.